# Johan Nicolai Madvig

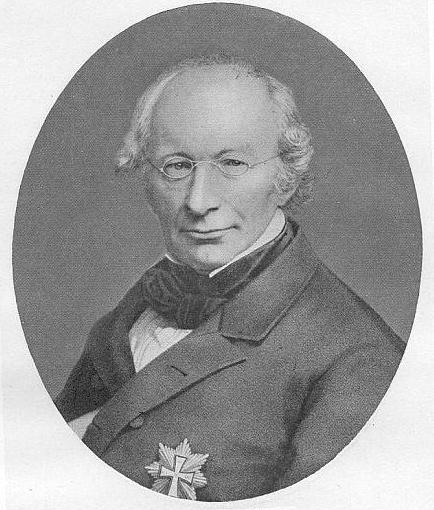
Johan Nicolai Madvig

Johan Nicolai Madvig [joˈhæn ˈneɡolaɪ̯ˀ ˈmæðˀʋiːˀ] (* 7. August 1804 in Svaneke, Bornholm; † 12. Dezember 1886 in Kopenhagen) war ein dänischer klassischer Philologe und Politiker.

## Leben und Beruf
Madvig studierte an der Universität Kopenhagen, u. a. bei Frederik Christian Sibbern (1785–1872) und Frederik Christian Petersen (1786–1859). Ab 1826 war er vertretungsweise Dozent. Er galt bereits jetzt als großes Ausnahmetalent. Sofort nach seiner Promotion in Klassischer Philologie 1828 erhielt er ein Lektorat. Von 1829 bis 1879 war er Professor. Madvig entwickelte sich zu einem klassischen Sprachgelehrten von europäischem Format, vor allem auf dem Gebiet der Textkritik. Als hervorragender Kenner der lateinischen und griechischen Sprache, insbesondere der Werke von Cicero und Livius, galt er vielen Zeitgenossen als Inbegriff des Gelehrten: In Søren Kierkegaards Polemiken finden sich mehrfach Verweise auf Madvig. Zwischen 1855 und 1879 wurde er fünfmal zum Rektor der Universität Kopenhagen gewählt. Von 1867 bis zu seinem Tode 1886 war Madvig Präsident der Dänischen Akademie der Wissenschaften.
Mit 24 Jahren heiratete Madvig die um einige Jahre ältere Elisabeth Bjerring; das Paar hatte sechs Kinder. Sein Grab befindet sich auf dem Kopenhagener Assistenzfriedhof.

## Politiker
Madvig schlug auch eine politische Laufbahn ein. Er stand zunächst in Opposition zum absolutistischen System und sympathisierte mit den Ideen der Julirevolution von 1830. Während der 1830er und 40er Jahre zeigte er sich moderat nationalliberal. Wie Johan Ludvig Heiberg profilierte er sich als interner Kritiker der liberalen Bewegung. 1848 wurde er im bornholmischen Wahlkreis Aakirkeby ins Folketing gewählt. Von 1848 bis 1851 war er dänischer Kultusminister und 1852–1853 Präsident der zweiten Parlamentskammer. Seine wissenschaftlich fundierten Auffassungen zum Verhältnis von Sprache und Nation ließen ihn im deutsch-dänischen Nationalitätenkonflikt dafür eintreten, das Herzogtum Schleswig ohne Ansehen historischer Zugehörigkeiten entlang der Sprachgrenze zu teilen. Damit stand er unter seinen dänischen Zeitgenossen recht isoliert.

## Bildungsreformer

### Bildungsbegriff
Madvig war Vertreter eines moderaten Neuhumanismus: Der Kanon klassisch neuhumanistischer Bildung sollte seiner Ansicht nach um moderne Sprachen und Naturwissenschaften erweitert werden. Die humanistische Allgemeinbildung besaß für ihn einen höheren Stellenwert als eine rein berufsbezogene Ausbildung. Bezüglich ihrer Ziele stand Madvig den deutschen Neuhumanisten sehr nahe (vgl. Johann Gottfried Herder, Friedrich Immanuel Niethammer, Wilhelm von Humboldt und Johann Friedrich Herbart). Auch erwartete er sich von der vollendeten und freien Entwicklung des Individuums eine Beförderung der Menschheit insgesamt.
Jedoch entwickelte Madvig eigene Vorstellungen davon, auf welchem Wege diese Bildung zu erreichen sei. Der Bildungsprozess, den er als «Teilnahme am Leben» beschreibt, müsse stets von den persönlichen Voraussetzungen und Interessen des Einzelnen ausgehen. Ein Bewusstsein des Individuums für die größere Ordnung, der es angehört, könne nur aufgrund eines positiven Wissens von dieser Ordnung und ihrer Elemente entstehen: Nation, Menschheit, Natur, letztlich Gott.

### Schulordnung 1850
1848 wurde Madvig zunächst Schulinspektor und führte die Aufsicht über die dänischen Gelehrtenschulen. Diese behielten die Verantwortung für die Examina, während eine Stichprobenkontrolle Qualität und Vergleichbarkeit der Abschlüsse gewährleisten sollte. Der Schulinspektor entschied außerdem über Anstellungen und Entlassungen. Abgesehen von seiner kurz darauf beginnenden Amtszeit als Kultusminister blieb Madvig bis 1879 Inspektor des Höheren Schulwesens.
Das dänische Schulgesetz von 1850 trug die deutliche Handschrift Madvigs. Die kirchlich ausgerichtete Lateinschule wurde unter ihm ein Ort höherer bürgerlicher Bildung und Mittel zur Erziehung der bürgerlichen Schicht. Der muttersprachliche Unterricht nahm auf Kosten von Latein und Griechisch mehr Raum ein und Deutsch als Fremdsprache zog in den Lehrplan ein. Die Gesamtzahl der Unterrichtsstunden war markant höher als z. B. in Preußen. Diese Überbelastung versuchte das Schulgesetz von C.C. Hall 1871 zu beenden, indem es die Gymnasien in einen sprachlich-historischen und einen mathematisch-naturwissenschaftlichen Zweig teilte. Madvig stimmte dieser zweiten Reform als Abgeordneter zwar zu, hatte sich jedoch bis zuletzt dafür eingesetzt, ein einheitliches humanistisches Gymnasium zu bewahren. Zu diesem Zeitpunkt war Preußen bereits nicht mehr Vorbild Madvigs, der nun seine Betonung persönlicher Veranlagungen und Interessen vor allem im englischen Bildungssystem verwirklicht sah.

## Auszeichnungen

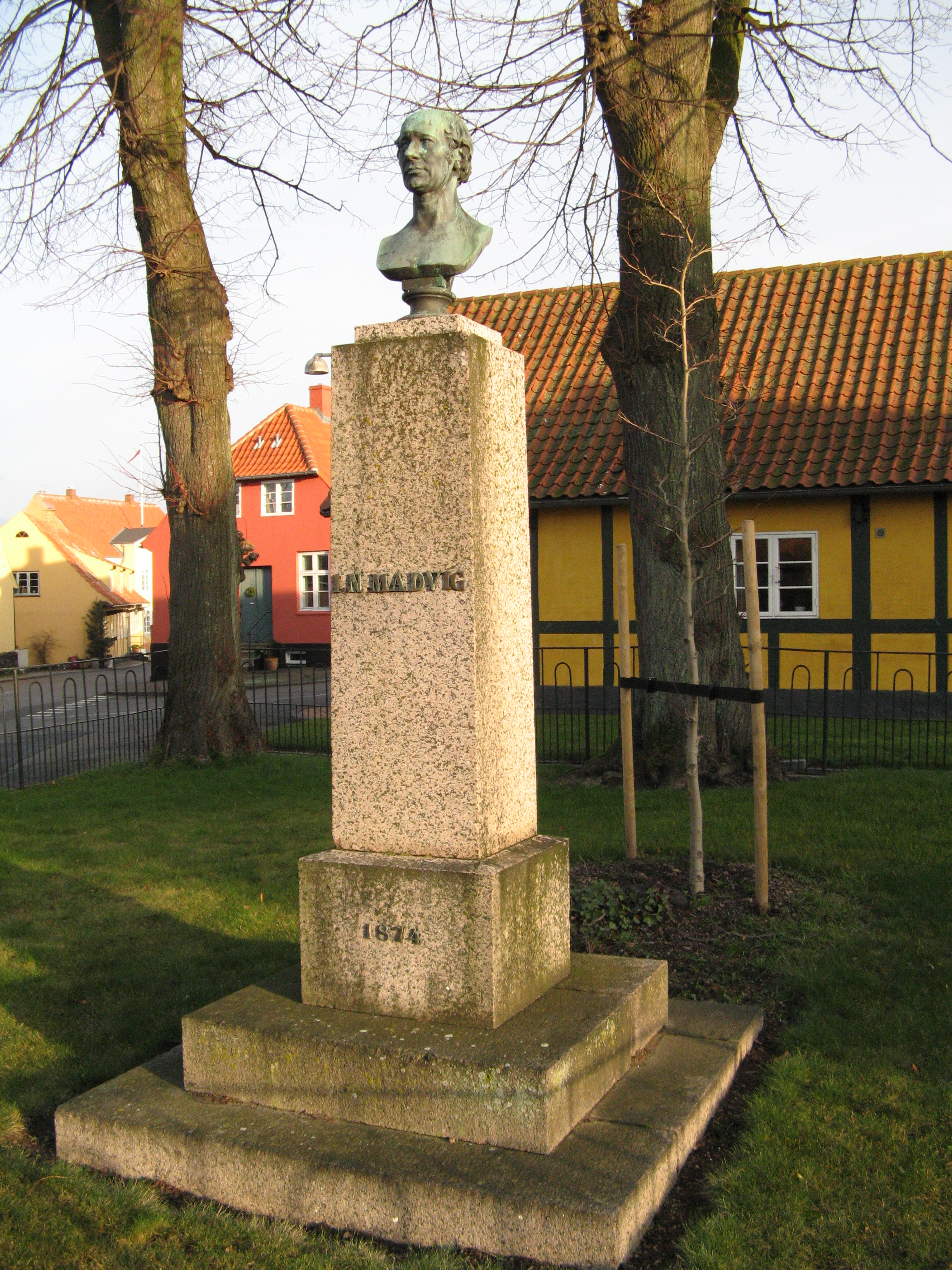
Büste von Johan Nicolai Madvig in Svaneke

- 1836: Korrespondierendes Mitglied der Preußischen Akademie der Wissenschaften[3]
- 1840: Korrespondierendes Mitglied der Königlich Niederländische Akademie der Wissenschaften, ab 1855 auswärtiges Mitglied[4]
- 1869: Ausländisches Mitglied des preußischen Ordens Pour le Mérite für Wissenschaft und Künste[5]
- 1869: Auswärtiges Mitglied der Bayerischen Akademie der Wissenschaften[6]
- 1871: Korrespondierendes Mitglied der Russischen Akademie der Wissenschaften in Sankt Petersburg[7]
- 1871: Auswärtiges Mitglied der Göttinger Akademie der Wissenschaften[8]
- 1874: Ehrenbürger seiner Geburtsstadt Svaneke
- 1876: Auswärtiges Mitglied (associé étranger) der Académie des Inscriptions et Belles-Lettres
- 1878: Ehrenmitglied (Honorary Fellow) der Royal Society of Edinburgh[9]
- 1879: Ritter des Elefanten-Ordens

## Werke
- Opuscula academica. 2 Bände. Gyldendal, Kopenhagen. 1834–1842. (Digitalisat Band 1), (Band 2)
- Cicero, de finibus bonorum et malorum libri quinque. 1839
- Latinsk Sproglære til Skolebrug. Gyldendal, Kopenhagen 1841. (Digitalisat) Deutsch Vieweg, Braunschweig 1844. (Digitalisat)
- Græsk Ordføingslære, især for den attiske Sprogform. Reitzel, Kopenhagen 1846. (Digitalisat) Deutsch: Syntax der griechischen Sprache, besonders der attischen Sprachform, für Schulen. Vieweg, Braunschweig 1847. (Digitalisat)
- Livius (Band 1–4, zusammen mit J.L. Ussing), 1861/66
- Adversaria critica ad scriptores Graecos et Latinos. 3 Bände. 1871–1884. (Digitalisat Band 1), (Band 2), (Band 3)
- Kleine philologische Schriften. Teubner Leipzig 1875. (Digitalisat) (Nachdruck 1966)
- Die Verfassung und Verwaltung des römischen Staates. 2 Bände. Teubner, Leipzig 1881–1882. (Digitalisat Band 1), (Band 2) Gleichzeitig in deutscher und dänischer Sprache

Außerdem erschienen posthum seine Lebenserinnerungen: Livserindringer, herausgegeben von N.A. Madvig, zwei Bände, 1887 und 1917.